# Танква-Кару (національний парк)
32°15′ пд. ш. 19°45′ сх. д. / 32.25° пд. ш. 19.75° сх. д.
Національний парк Танква Кару — національний парк у Південній Африці. Парк розташований приблизно за 70 км на захід від Сазерленда та вздовж кордону Північнокапської та Західнокапської провінції в екореніоні Сукулент-Кару; гаряча точка біорізноманіття та один із найпосушливіших регіонів Південної Африки.
До проголошення парку єдиною охоронюваною територією Сукулент-Кару була ділянка природного заповідника Гамкаберг площею 2 км². Сукулент-Кару разом із Капським флористичним царством оголошено Міжнародним товариством збереження природи гарячою точкою біорізноманіття.

## Інтернет-ресурси
- South African National Parks
- Tankwa Karoo birding
- Visit South Africa